# Edith González

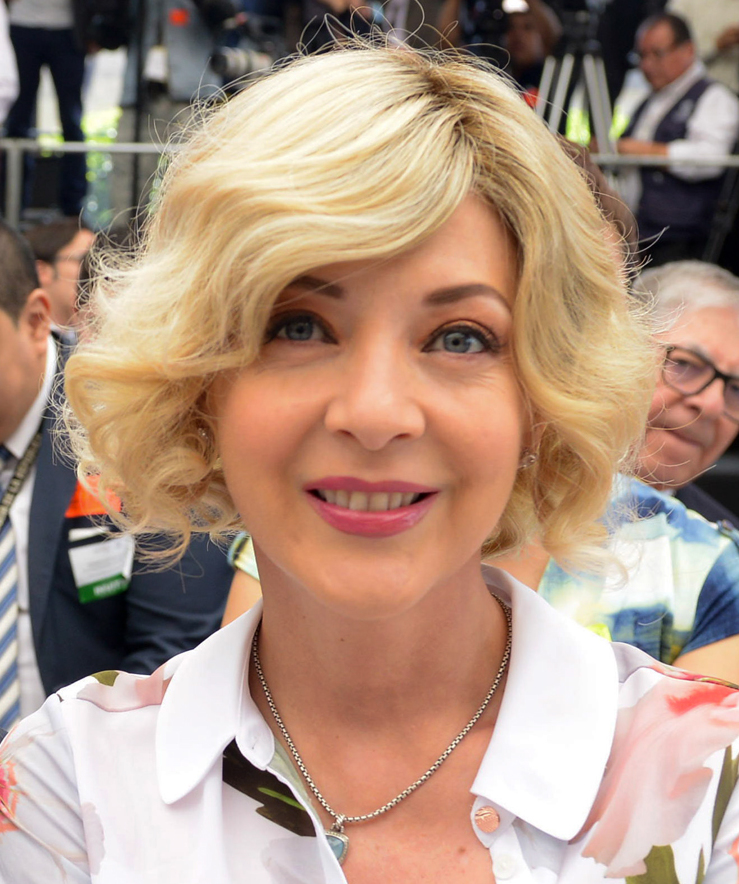
Edith González, 2018

Edith González Fuentes, auch Edith González (* 10. Dezember 1964 in Monterrey, Nuevo León; † 13. Juni 2019), war eine mexikanische Schauspielerin und Tänzerin.

## Leben
Edith González wurde 1964 als Kind von Ofelia Fuentes und dem Buchhalter Efrain González in eine wohlhabende bürgerliche Familie hineingeboren. Die Familie lebte in Monterrey, wo González auch aufwuchs. Schon früh entwickelte sie eine Leidenschaft für die Schauspielerei. Als ihre Mutter mit ihr eine Show besuchte, wurde sie zufällig von einem Produzenten der Show entdeckt, der auf der Suche nach einem blonden, blauäugigen Mädchen war und sie im Publikum sitzen sah. Im Alter von fünf Jahren spielte sie ihre erste große Rolle als „Cossette“ in Los Miserables. Mit 15 Jahren verkörperte sie den „Inbegriff einer verwöhnten Tochter“ in der mexikanischen Telenovela Los ricos también Lloran (Auch die Reichen weinen), durch die sie in Mexiko bekannt wurde.
Während der 1970er und 1980er Jahre spielte sie in zahlreichen Serien, vor allem Bianca Vidal und Rosa Salvaje mit, drehte jedoch auch einige Filme in Mexiko-Stadt. Im Jahr 1993 erhielt sie das Angebot, die „Monica“ in Corazon Salvaje zu spielen, das sie jedoch erst auf Drängen ihres Bruders annahm. Die Serie wurde zu einem weltweiten Erfolg. Danach hatte sie einige weniger erfolgreiche Rollen. 1997 wirkte González neben Saul Lisazo in La Jaula de Oro mit, was jedoch kaum Beachtung fand. Im selben Jahr bekam sie die Hauptrolle in dem Musical Aventurera unter der Leitung von Carmen Salinas. 1999 agierte sie erfolgreich neben Fernando Colunga in Nunca te Olvidare.
In den folgenden Jahren unternahm González für einige Zeit Reisen nach Paris, um Ballett, Tanz und Französisch zu erlernen, von dort ging es weiter nach Los Angeles, um an einer Werbekampagne für Kosmetik teilzunehmen sowie um ihre Englischkenntnisse und ihre Performance zu verbessern. 2001 kehrte sie nach Mexiko zurück und setzte ihre Schauspielkarriere mit der Serie Salomé fort. Im Jahr 2003 spielte sie neben Eva Longoria Parker eine Polizistin in Miami in dem Direct-to-Video-Action-Thriller Señorita Justice.
2004 legte sie aufgrund ihrer Schwangerschaft wiederum eine Pause ein, um sich nach der Geburt ihrer Tochter widmen zu können. Von 2005 bis 2007 fungierte sie als Jurorin in den ersten beiden Staffeln der Unterhaltungsshow Bailando por un Sueño sowie Reyes de la pista und Bailando por la boda de mi suenos. Sie wirkte in dieser Zeit in Mundo de Fieras und Palabra de Mujer mit. Im Jahr 2008 ging González nach Kolumbien, um in Dona Barbara, einer Produktion für Telemundo, mitzuspielen, einer Serie, die auf dem gleichnamigen Buch des venezolanischen Autors Rómulo Gallegos basiert.
Im Jahr 2008 gab González bekannt, dass der Vater ihrer Tochter der mexikanische Politiker Santiago Creel sei. Am 24. September 2010 heiratete sie den Geschäftsmann Lorenzo Lazo Margáin.
Sie starb im Alter von 54 Jahren an Eierstockkrebs.

## Filmografie (Auswahl)
Serien, Telenovelas
- 1970: Cosa juzgada
- 1971: El amor tiene cara de mujer
- 1971: Lucía Sombra
- 1973: Los miserables
- 1973: Mi primer amor
- 1975: Lo imperdonable
- 1979: Los ricos también lloran
- 1979: Guayana – Kult der Verdammten (Guyana, el crimen del siglo)
- 1980: Ambición
- 1980: Soledad
- 1981: El hogar que yo robé
- 1982: Chispita
- 1983: Bianca Vidal
- 1983: La Fiera
- 1984: Sí, mi amor
- 1986: Monte calvario
- 1987: Die wilde Rose (Rosa Salvaje)
- 1988: Flor y Canela
- 1990: En carne propia
- 1993: Corazón salvaje
- 1996: La sombra del otro
- 1997: La jaula de oro
- 1999: Nunca te olvidaré
- 2001: Salome
- 2004: Mujer de madera
- 2006: Mundo de fieras
- 2007: Palabra de mujer
- 2008: Doña Bárbara
- 2009–2010: Camaleones
- 2009: Mujeres asesinas
- 2011: Cielo Rojo

Filme
- 1975: Alucarda, la hija de las tinieblas
- 1976: El rey de los gorilas
- 1977: Cyclone
- 1980: Fabricantes de pánico
- 1980: Guyana, el crimen del siglo
- 1984: Adiós Lagunilla, adios
- 1988: Central camionera
- 1988: Pero sigo siendo el rey
- 1989: Trampa infernal
- 1990: Atrapados
- 1990: Sentencia de muerte
- 1991: El descuartizador
- 1991: El jugador
- 1994: Los cómplices del infierno
- 1996: Salón México
- 2004: Señorita Justice
- 2011: Poquita Ropa
- 2013: Deseo – Karussell der Lust (Deseo)

## Theater
- 1976: Gypsy
- 1982: Gigí
- 1983: El Diabólico Barbero de la Calle de la Orca
- 1985: Steel Magnolias (Magnolias de Acero)
- 1997–1998/2005–2008: Aventurera
- 1998: Teatro de Atril
- 2010: Nacht, Mutter (Buenas noches, mamá)[4]
- 2012: Purgatorio

## Auszeichnungen
Mexican Cinema Journalists
- 1996: Silver Goddess für Salón México (gewonnen)[5]